# Vriesea cowellii
Vriesea cowellii är en gräsväxtart som först beskrevs av Carl Christian Mez och Nathaniel Lord Britton, och fick sitt nu gällande namn av Lyman Bradford Smith. Vriesea cowellii ingår i släktet Vriesea och familjen Bromeliaceae. Inga underarter finns listade i Catalogue of Life.